# Bilîci, Ivanîci
Bilîci (în ucraineană Біличі) este un sat în comuna Zabolotți din raionul Ivanîci, regiunea Volînia, Ucraina.

## Demografie
Componența lingvistică a localității Bilîci
     Ucraineană (98,86%)
     Alte limbi (1,14%)
Conform recensământului din 2001, majoritatea populației localității Bilîci era vorbitoare de ucraineană (98,86%), existând în minoritate și vorbitori de alte limbi.